# Walhalla (temple)
El Walhalla és un imponent temple neoclàssic el propòsit del qual és servir de monument i saló de la fama per a «alemanys llorejats i distingits» (en realitat, germànics, perquè hi ha austríacs, suïssos, neerlandesos, bohemis, etc.) aixecat a la vora del Danubi, a 6 quilòmetres a l'est de Ratisbona, a Baviera, Alemanya. Pren el seu nom de la mitologia nòrdica.

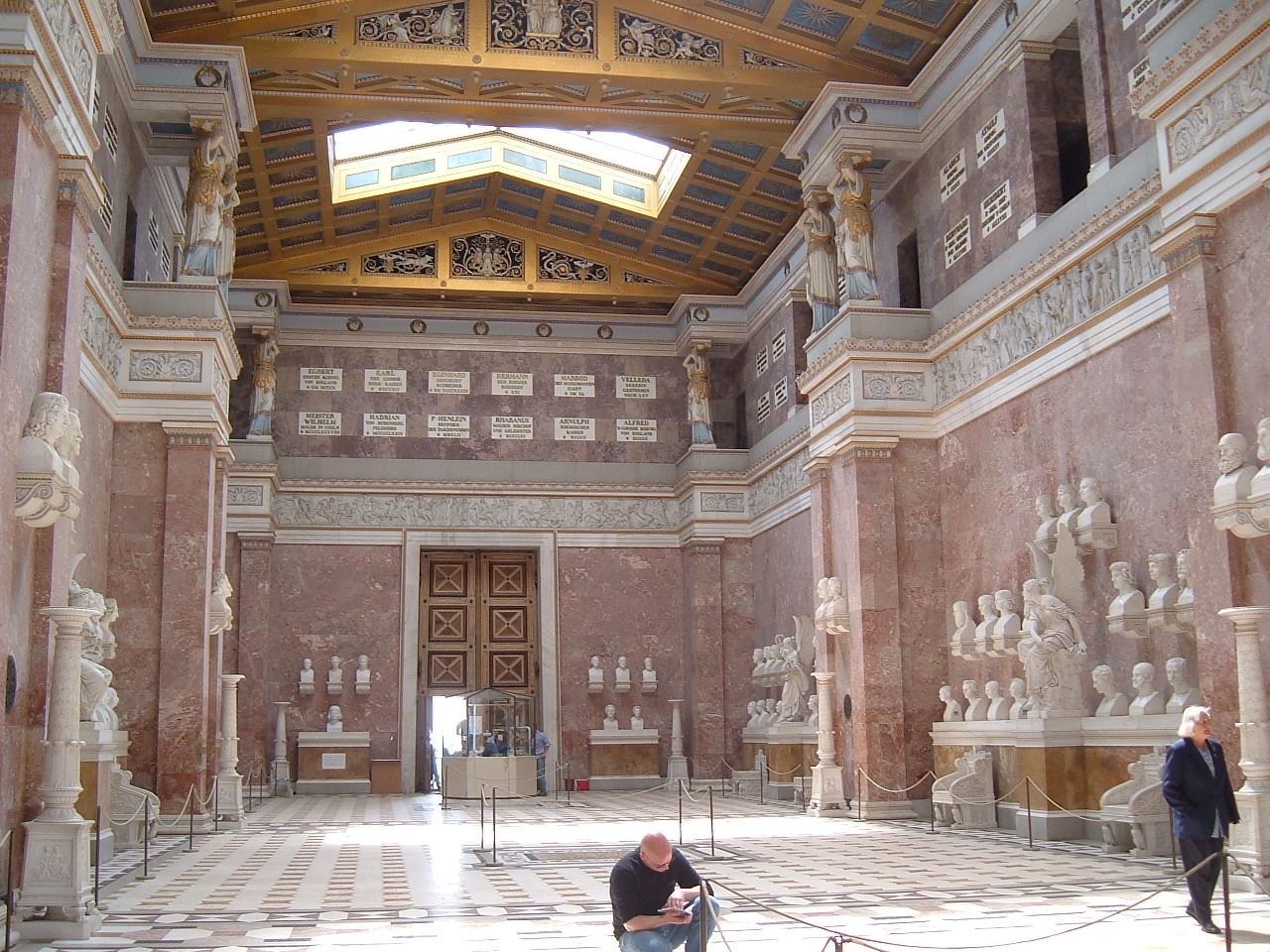
Interior

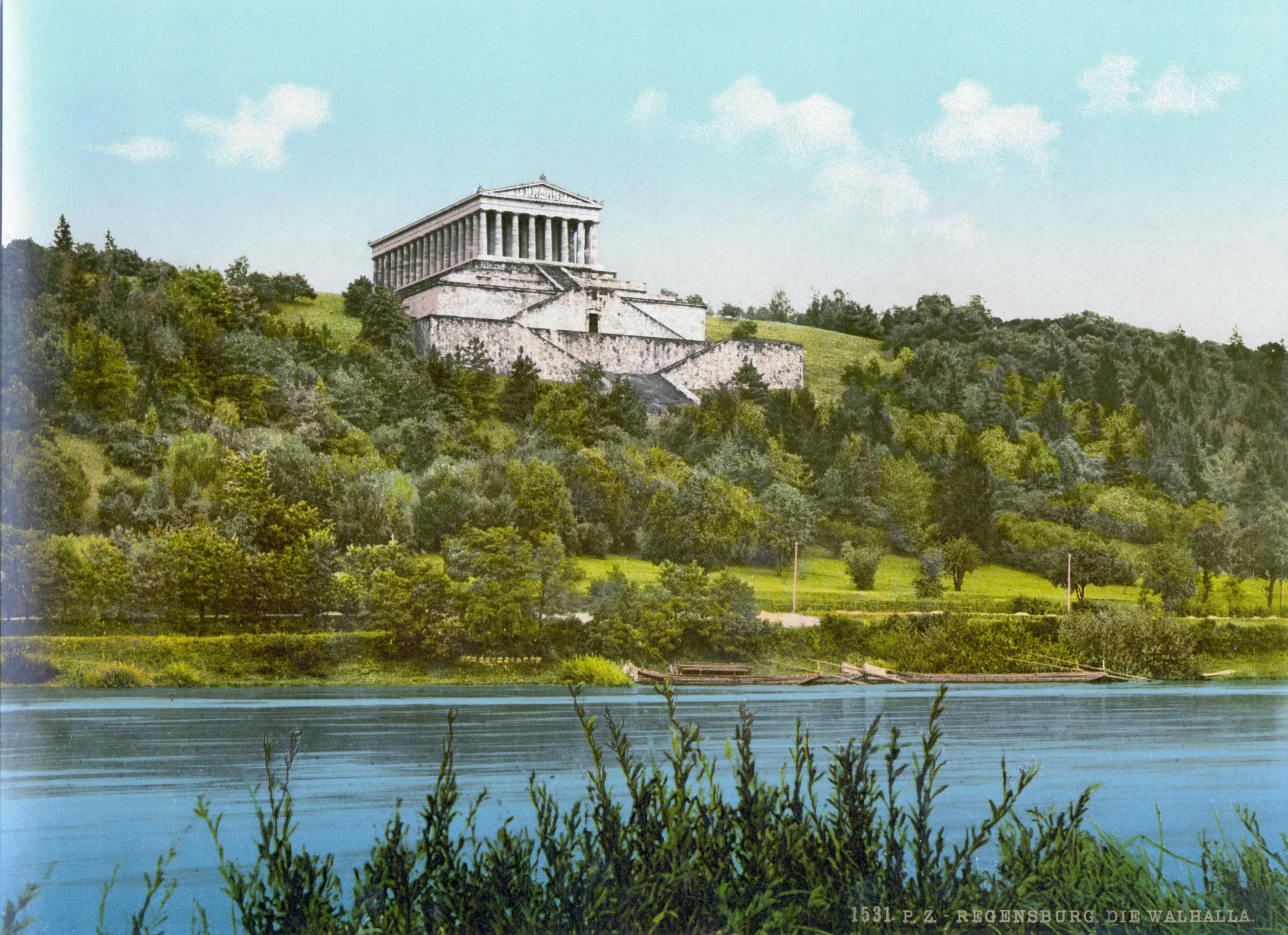
El monument en un fotocrom de 1900

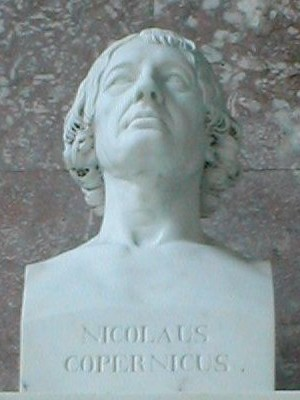
Copèrnic

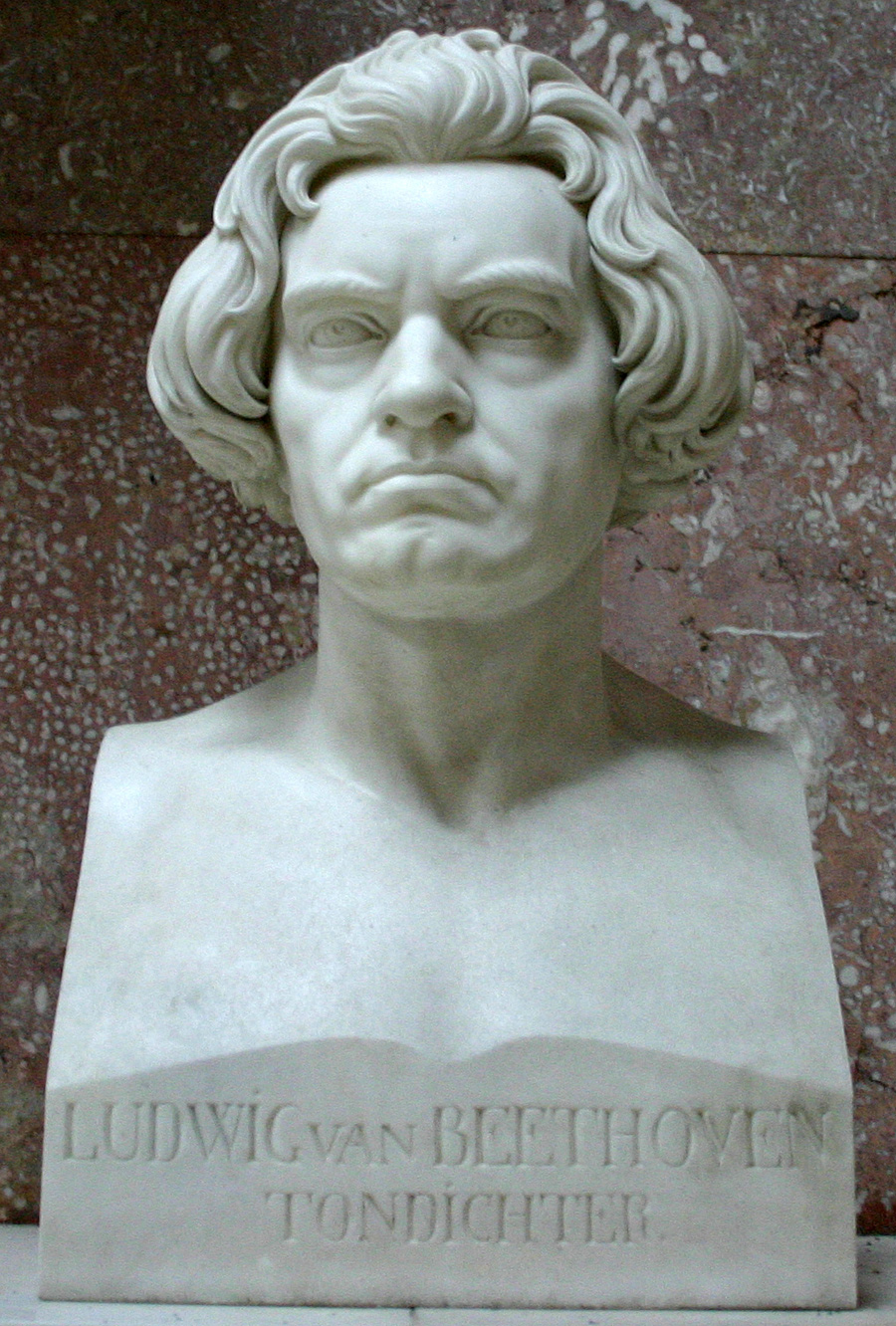
Beethoven

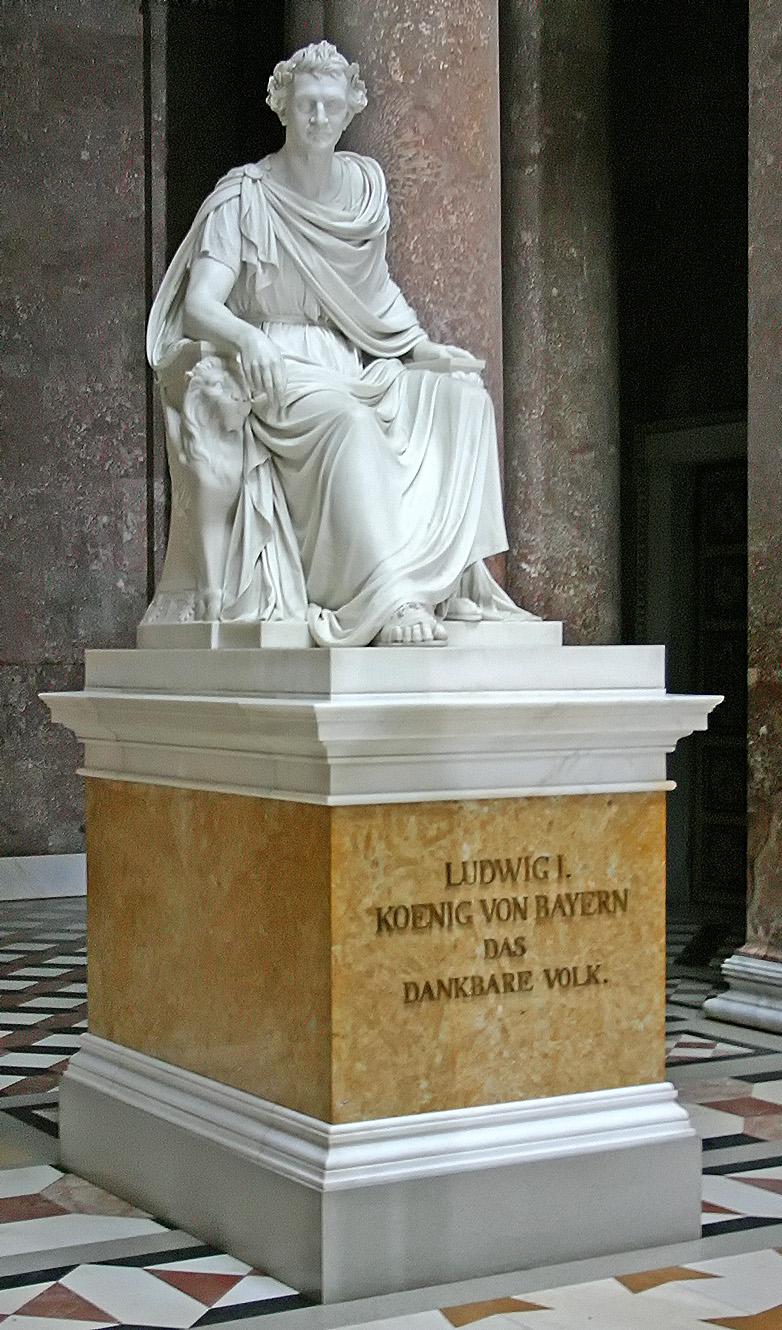
Lluís I

Va ser concebut pel Rei Lluís I de Baviera (l'avi de Lluís II) i construït entre 1830 i 1842 sota dissenys de Leo von Klenze, que també va ser responsable del Befreiungshalle, també prop de Ratisbona, sobre el Danubi. El Valhalla deu el seu nom al saló dels déus de la mitologia germànica (i nòrdica) sent l'equivalent a l'Olimp grec. És una còpia perfecta del Partenó d'Atenes, sostingut per 52 columnes dòriques En el seu interior alberga busts de 130 persones il·lustres cobrint 2000 anys d'història. El més antic és Armini, victoriós en la batalla del bosc de Teutoburg l'any 9 dC.

## Busts
- Konrad Adenauer
- Amàlia Isabel de Hanau-Münzenberg
- August II de Polònia
- Johannes Aventinus (Johann Georg Turmair)
- Johann Sebastian Bach
- Michael Andreas Barclay de Tolly
- Ludwig van Beethoven
- Bernhard von Sachsen-Weimar
- Otto von Bismarck
- Gebhard Leberecht von Blücher
- Herman Boerhaave
- Johannes Brahms
- Anton Bruckner
- Gottfried August Bürger
- Christoph de Württemberg
- Johann von Dalberg
- Iwan Diebitsch-Sabalkanskij
- Albrecht Dürer
- Anton van Dyck
- Eberhard I.
- Julius Echter von Mespelbrunn
- Joseph Freiherr von Eichendorff
- Albert Einstein
- Erasme de Rotterdam
- Ernst der Fromme
- Jan van Eyck
- Karl Wilhelm Ferdinand von Braunschweig
- Frederic I. der Siegreiche
- Frederic I del Sacre Imperi Romanogermànic Barba-roja
- Frederic el Gran
- Frederic II.
- Friedrich Wilhelm von Brandenburg der Große Kurfürst
- Georg von Frundsberg
- Jakob Fugger
- Johann Carl Friedrich Gauß
- Karolina Gerhardinger
- Ernst Gideon Freiherr von Laudon
- Christoph Willibald Gluck
- Johann Wolfgang von Goethe
- Johann Josef von Görres
- Hugo Grotius
- Otto von Guericke
- Johannes Gutenberg
- Albrecht von Haller
- Hans von Hallwyl
- Georg Friedrich Händel
- Joseph Haydn
- Heinrich der Löwe
- Heinrich der Vogler
- Johann Jakob Wilhelm Heinse
- Berthold von Henneberg
- Johann Gottfried von Herder
- Friedrich Wilhelm Herschel
- Hans Holbein der Jüngere
- Ulrich von Hutten
- Friedrich Ludwig Jahn
- Immanuel Kant
- Carles d'Àustria
- Carles V del Sacre Imperi Romanogermànic.
- Carles X Gustau de Suècia
- Caterina II la Gran
- Johannes Kepler
- Friedrich Gottlieb Klopstock
- Conrad II.
- Nicolaus Copernicus
- Gottfried Wilhelm Leibniz
- Gotthold Ephraim Lessing
- Justus von Liebig
- Paris von Lodron
- Lluís Guillem von Baden Türkenlouis
- Lluís I.
- Martí Luter
- Maria Teresa
- Maximilià I.
- Hans Memling
- Gregor Mendel
- Raphael Mengs
- Helmuth Graf von Moltke
- Moritz von Oranien
- Moritz Graf von Sachsen
- Justus Möser
- Wolfgang Amadeus Mozart
- Johannes von Müller
- Burkhard Christoph von Münnich
- August Graf Neidhardt von Gneisenau
- Niklaus von Flüe
- Otó I.
- Paracelsus (Theophrast von Hohenheim)
- Jean Paul
- Max von Pettenkofer
- Walther von Plettenberg
- Josef Wenzel Graf Radetzky von Radetz
- Max Reger
- Regiomontanus (Johannes Müller)
- Johannes von Reuchlin
- Wilhelm Conrad Röntgen
- Peter Paul Rubens
- Rodolf I d'Habsburg
- Michiel Adriaenszoon de Ruyter
- Gerhard von Scharnhorst
- Friedrich Wilhelm von Schelling
- Friedrich von Schiller
- Sophie Scholl
- Johann Philipp von Schönborn
- Franz Peter Schubert
- Karl Philipp Fürst zu Schwarzenberg
- Franz von Sickingen
- Frans Snyders
- Karl vom und zum Stein
- Erwin von Steinbach
- Adalbert Stifter
- Richard Strauss
- Maximilian von und zu Trauttmansdorff
- Maarten Harpertszoon Tromp
- Aegidius Tschudi
- Peter Vischer der Ältere
- Richard Wagner
- Albrecht von Wallenstein
- Carl Maria von Weber
- Christoph Martin Wieland
- Guillem Graf zu Schaumburg-Lippe
- Guillem I
- Guillem I d'Orange-Nassau
- Guillem III d'Orange
- Johann Joachim Winckelmann
- Nikolaus Ludwig von Zinzendorf
- Edith Stein
- Heinrich Heine